# John Cockerill
Pour les articles homonymes, voir John Cockerill (homonymie) et Cockerill.
John Cockerill (né à Haslingden [Lancashire] au Royaume-Uni, le 3 août 1790 - mort à Varsovie, le 19 juin 1840), est un industriel belgo-britannique, émigré en 1797 vers le territoire de l'actuelle Belgique avec son père William Cockerill. Ce dernier joua un rôle déterminant dans la mécanisation de l'industrie lainière textile européenne, qui était en retard par rapport à la même industrie en Angleterre.
John Cockerill fonda la société Cockerill, à l'origine d'un groupe sidérurgique européen, Cockerill-Sambre, qui a fait partie du groupe ArcelorMittal. La société est redevenue indépendante depuis 2002 sous le nom d'entreprise John Cockerill.

## La S.A. John Cockerill
John Cockerill et son frère Charles James étaient les enfants d'un fabricant de machines de Verviers, William Cockerill. En 1807, les deux jeunes hommes reprirent une manufacture de Liège. Leur père se retira des affaires en 1813, laissant la succession à ses deux enfants.
Après la défaite de Napoléon à Waterloo, Peter Beuth, ministre prussien des finances, invita les frères Cockerill à aménager une filature à Berlin,,. En 1817, il racheta avec son frère Charles James le Château de Seraing, le Roi Guillaume Ier des Pays-Bas l'ayant chargé du développement de la sidérurgie dans les environs de Liège.
Cockerill commence par développer à proximité un haut-fourneau à coke plutôt qu'à bois. Un arsenal de construction de bateaux, Cockerill Yards (connu ensuite sous le nom d'Hoboken) est ouvert en 1824 à Anvers. En 1825, James Cockerill vend ses parts au roi des Pays-Bas.
Un moment menacé par les troubles issus de la révolution belge, John Cockerill se retrouve finalement seul propriétaire des usines de Seraing. Lors de la révolution, il est le leader du parti orangiste à Liège. Il se rattache à l'Église protestante de Liège qu'il soutient financièrement.
Il rejoindra la Franc-Maçonnerie Liégeoise (La Parfaite Intelligence) et fut le créateur de son temple Boulevard d'Avroy.
En 1834, la Belgique souhaite développer son réseau de chemin de fer afin de contourner le blocus de l'Escaut par les Pays-Bas. Les ateliers John Cockerill fournissent les premiers rails, wagons et locomotives de Belgique. Les constructions métalliques sont de toute nature, incluant notamment des ponts et des paquebots.
En 1838, malgré la faillite de son établissement bancaire, il fonde un complexe industriel indépendant comprenant les différentes fabriques destinées à développer le premier complexe industriel intégré. Celui-ci comprend notamment un haut-fourneau, des fonderies, des forges, des laminoirs et des ateliers de construction mécanique. Sont également situés à proximité des charbonnages, une mine de minerai de fer, ainsi qu'un réseau de chemin de fer et un port sur la Meuse. De multiples innovations technologiques, dont le laminoir, seront mises en œuvre dans ce premier complexe industriel.
En 1838 et 1839, les tensions militaires entre la Belgique et les Pays-Bas provoquent une ruée vers les banques ; à la suite de la crise, l'entreprise de John Cockerill fait faillite. Avec des dettes de 26 millions de francs pour un actif de 15 millions, il se rend à Saint-Pétersbourg pour essayer de lever des fonds auprès de Nicolas Ier de Russie. À son retour, il contracte la fièvre typhoïde  et meurt à Varsovie le 19 juin 1840, sans laisser d'héritiers.
Ses usines assureront la prospérité économique de la région pendant plus d'un siècle. Le groupe comptera jusqu'à 60 implantations dans le monde.

## Réalisation notable
La fonte de la statue monumentale du Lion de Waterloo en 1826. La statue sur la Butte du Lion à Waterloo, d'un poids total de 28 tonnes, est posée sur un piédestal de pierre et est composée de neuf pièces de fonte de fer, coulées dans les forges John Cockerill de Seraing. Le monument symbolise la victoire des armées alliées défiant l'armée napoléonienne : une de ses pattes est posée sur le globe terrestre symbolisant la paix enfin retrouvée.

## John Cockerill, 200 ans d'avenir
John Cockerill, 200 ans d'avenir est une exposition temporaire ayant eu lieu à La Boverie de Liège du 2 juin au 17 septembre 2017,.
Elle retrace l’épopée de la révolution industrielle en Wallonie en proposant un parcours à la découverte des inventions qui ont marqué l’histoire. On y évoque les défis urbanistiques, sociologiques, démographiques et environnementaux mais aussi l’histoire des hommes et de ces femmes qui les ont portés.
Proposant une rencontre avec John Cockerill, une carte interactive de l’évolution du paysage de la région à travers les époques, une immersion dans la locomotive mythique T12, et enfin un regard sur ce qui a fait la renommée de l’industrie d’hier, d’aujourd’hui et de demain,.

Réalisations
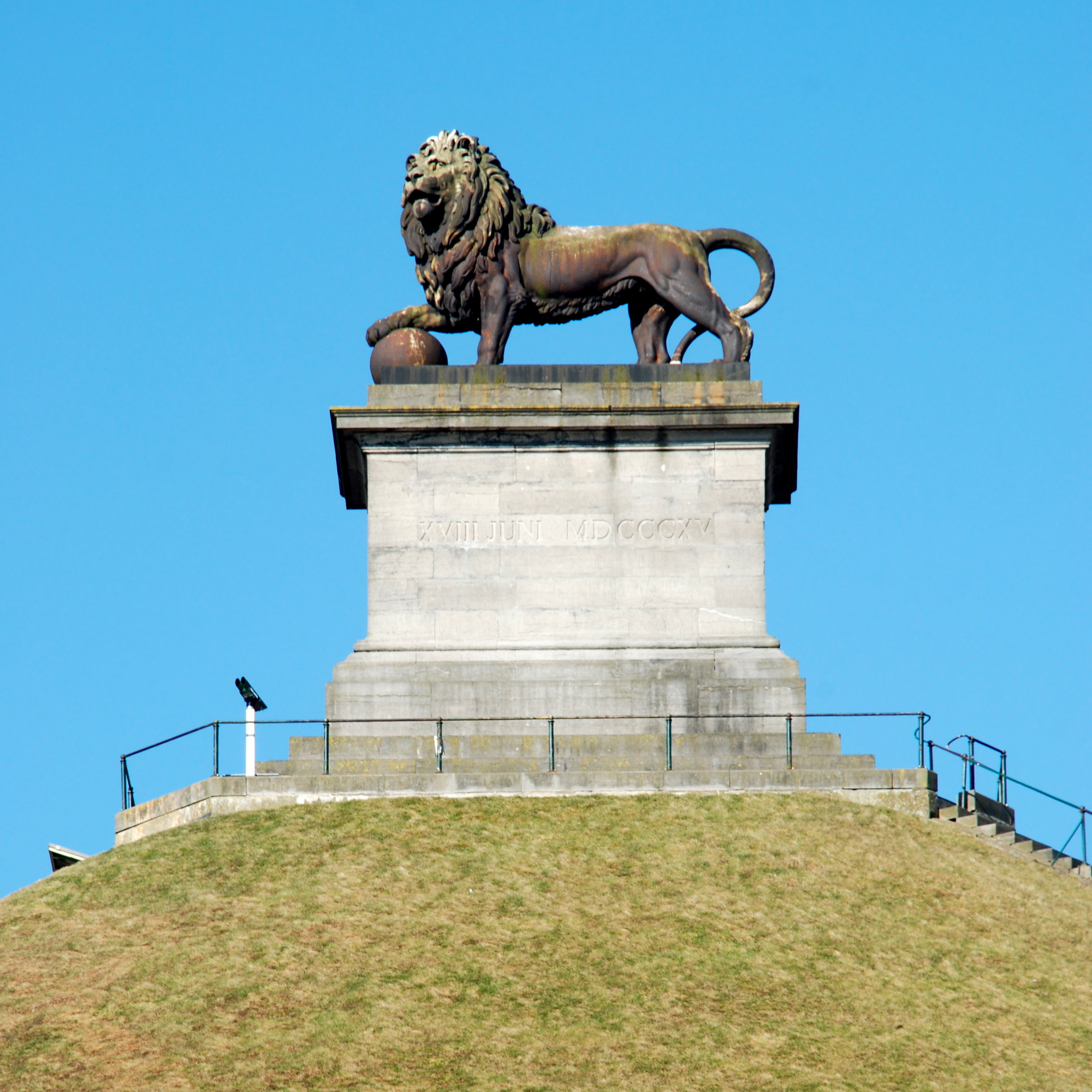
Le Lion de Waterloo (1826), sur la Butte du Lion
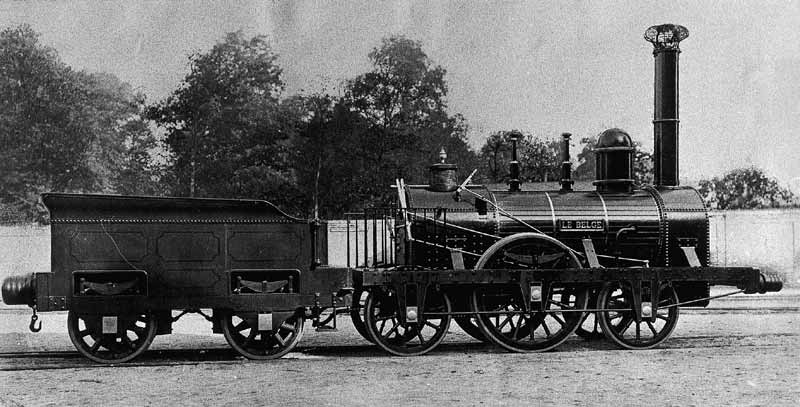
Locomotive « Le Belge », première locomotive d'Europe continentale, issue des ateliers John Cockerill
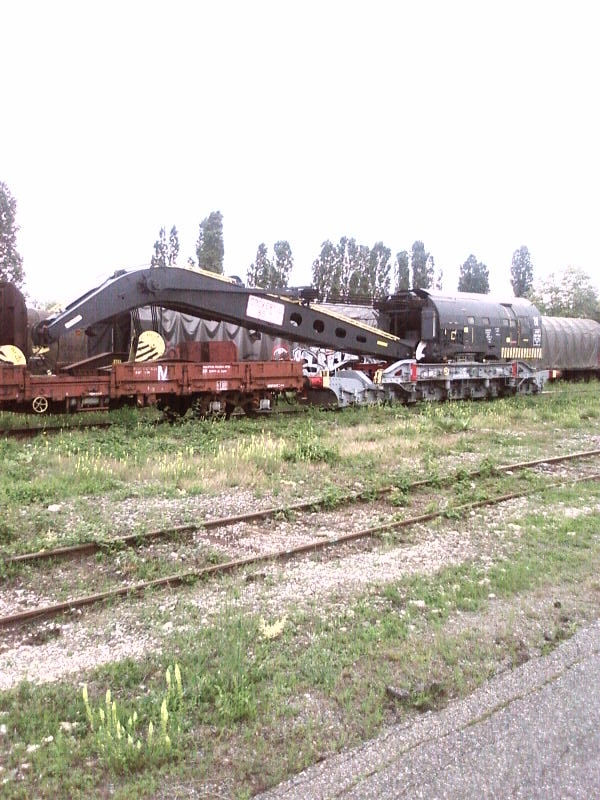
Grue de la SNCF d'une capacité de 85 t, issue des ateliers John Cockerill
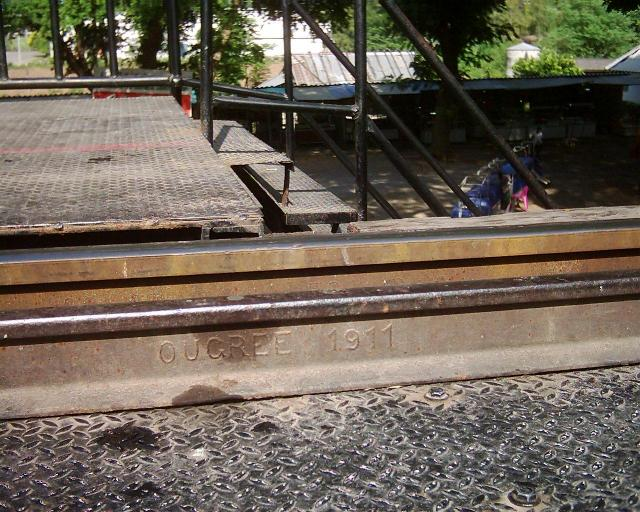
Rails sur le Pont de la rivière Kwaï (Thaïlande), marqués Ougrée

## Héritage
La société fondée par John Cockerill a perduré. À l'occasion du bicentenaire de son arrivée à Seraing, le groupe Cockerill Maintenance & Ingénierie a créé une fondation qui porte son nom,. Sa mission est de mettre en valeur le patrimoine matériel et immatériel issu du travail de l'entrepreneur.
Depuis le 16 mai 2019, le groupe CMI a changé son nom ; il s'appelle désormais John Cockerill.

Hommages
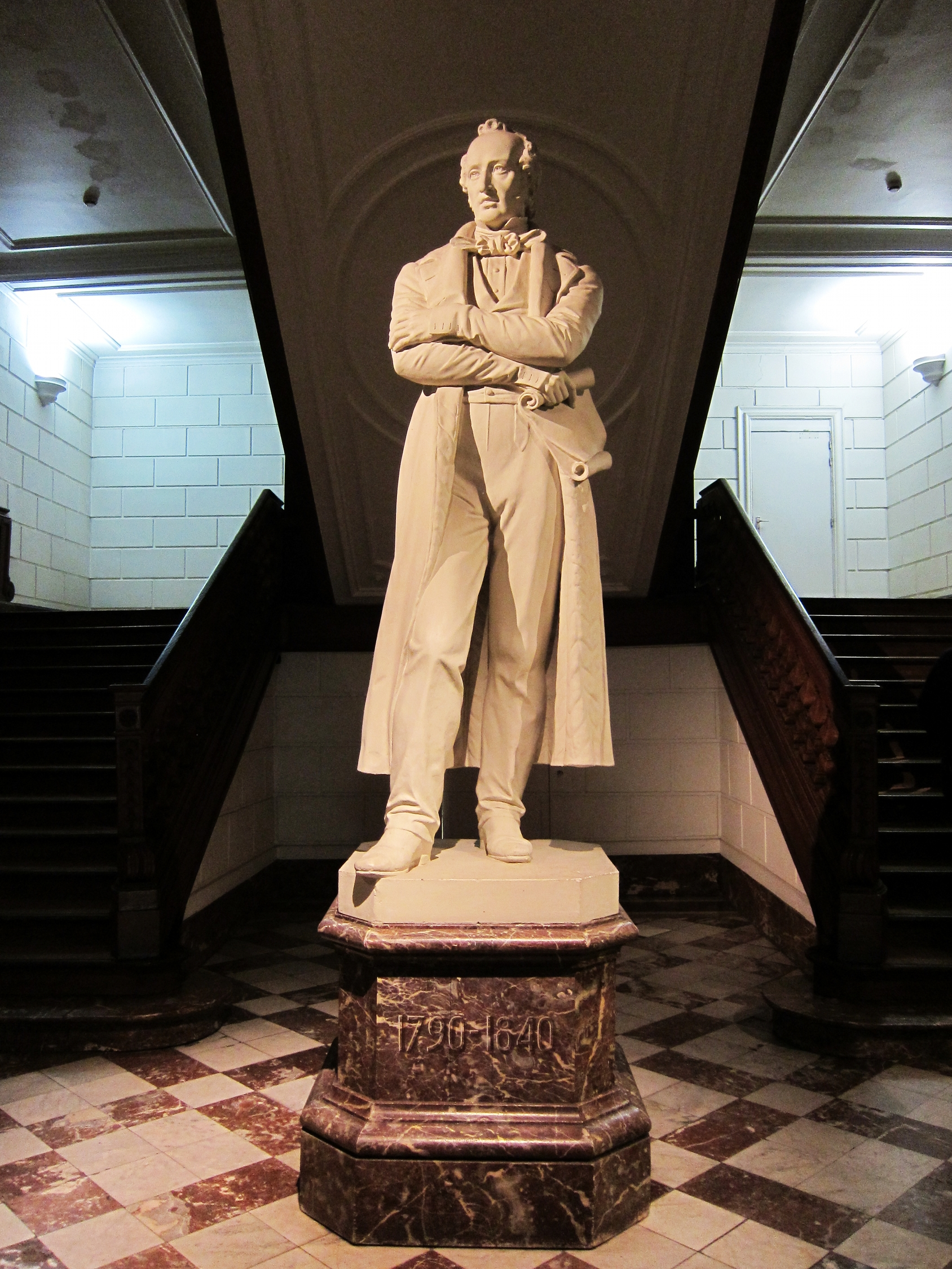
Statue de John Cockerill dans le château de Seraing
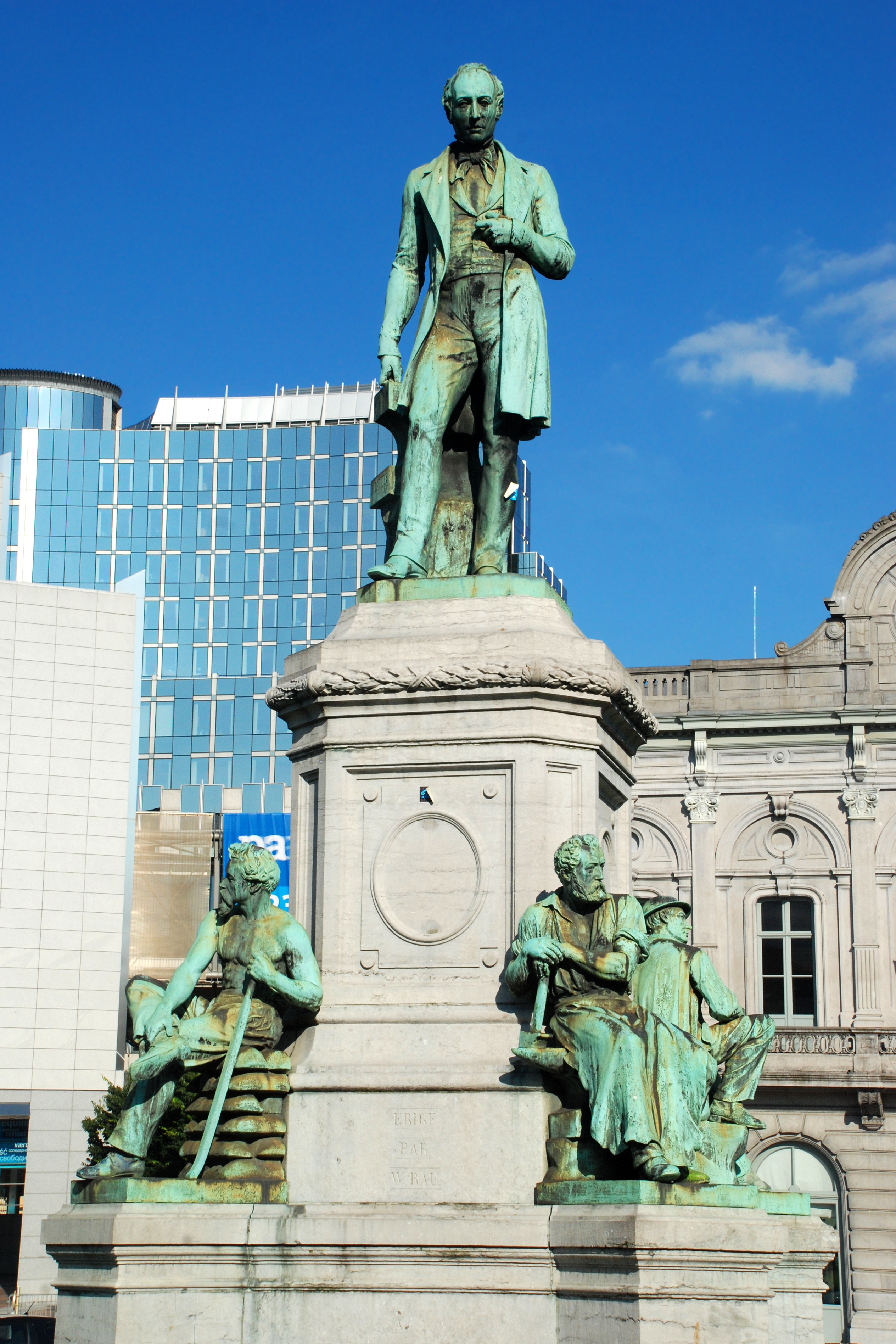
Monument à John Cockerill, place du Luxembourg, Ixelles, Bruxelles
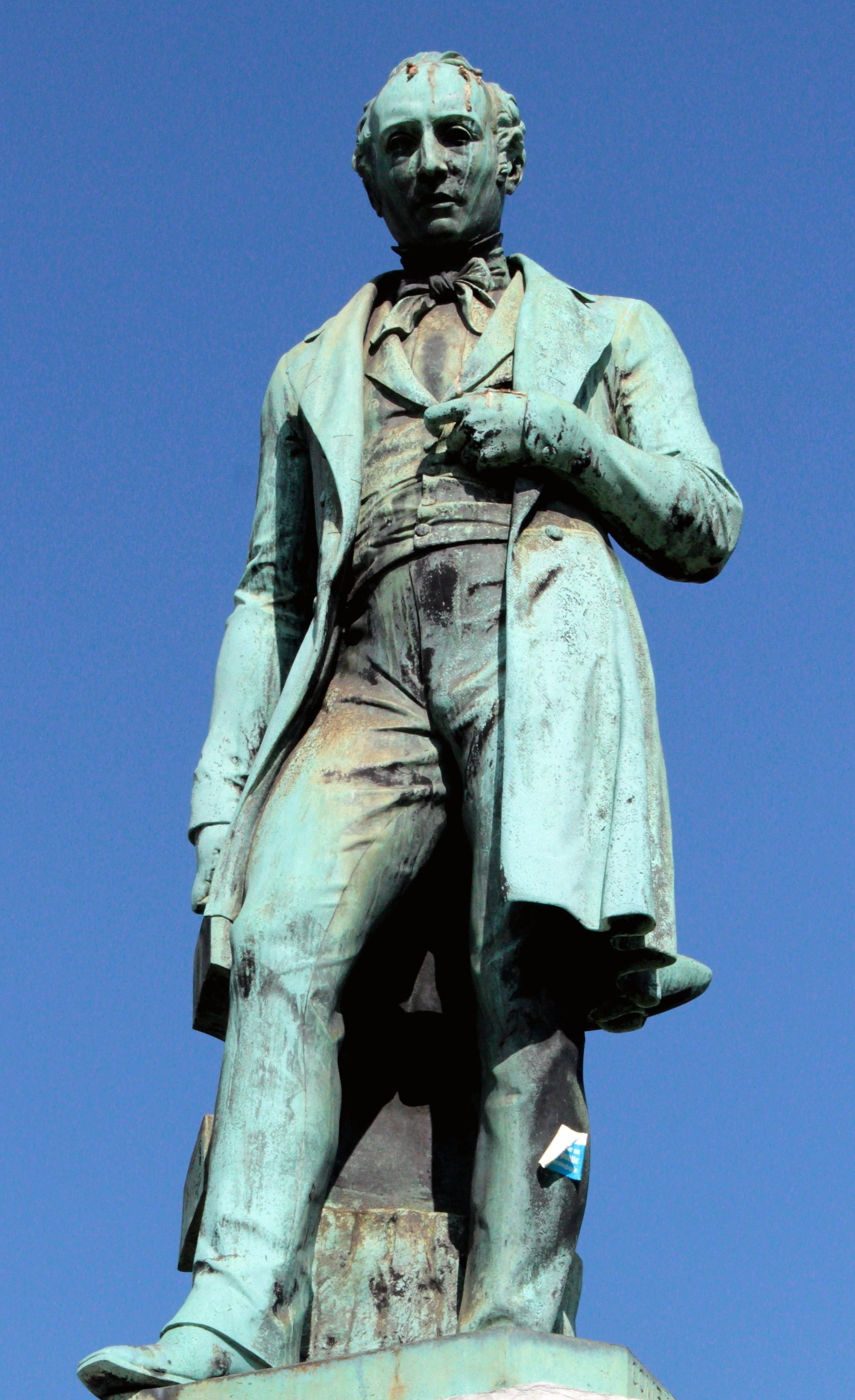
Statue de John Cockerill surmontant le monument

### Autres sources sur le web
- (de) Albert Gieseler, « Société Anonyme John Cockerill », sur le site www.abert-gieseler.de.
- « Seraing et Cockerill en cartes postales et photos anciennes ».
- (de) « Die Region Lüttich (John Cockerill et l'industrie liégeoise) », sur le site www.industriemuseen-emr.de.
- (de) « John Cockerill, Seraing (Locomotives John Cockerill) ».